# Ali Latifijan
Ali Latifiyan (persisch علی لطیفیان; geb. 1968 in Teheran) ist ein iranischer Schriftsteller, Forscher, gesellschaftspolitischer Theoretiker und Historiker. Die meisten seiner Theorien und Forschungen liegen im Bereich der Aufklärung, des Intellektualismus, des Liberalismus und der iranischen Kultur.

## Biografie
Ali Latifiyan wurde am 15. Dezember 1968 in Teheran geboren. Sein Vater Mohammad Hossein Latifiyan war Angestellter der Teheraner Universität. Dies führte dazu, dass er als Kind an den Treffen der großen Professoren der Universität von Teheran teilnahm. Der Großvater seines Vaters, Heydar Latifiyan, war einer der Kommandanten während des Ersten Weltkriegs (Nahost-Theater) im Perserfeldzug. Er erhielt sein Diplom im Bereich Naturwissenschaften von der Fatemi High School (eine der besten High Schools in Teheran in den 1980er Jahren). Aufgrund seines Interesses an Politikwissenschaft setzte er jedoch sein Hochschulstudium auf diesem Gebiet fort. Seinen Masterabschluss konnte er in zwei Fächern machen: Politikwissenschaft und Islamwissenschaft. Danach begann er, Geschichte, Soziologie usw. an iranischen Colleges und Schulen zu unterrichten

Ali Latifian hielt im Juli 1994 einen Vortrag an der Universität

Er hat zahlreiche Aufsätze und Artikel veröffentlicht. Eine Sammlung dieser Werke wird in einer Sammlung namens (Naghashi-Koodaki) zusammengeführt. Die meisten seiner Werke sind kurze und schöne Geschichten über die Geschichte des Iran.
Sein Buch mit dem Titel „Reviewing the Performance of Intellectuals from 1941 to 1979“ untersucht Intellektuelle wie Jalal Al-Ahmad, AbdolKarim Soroush, Ali Shariati, Sadeq Hedayat, Ahmad Shamlou und ... während der Zeit von Mohammad Reza Pahlavi (insbesondere während Premierminister Dr. Mohammad Mossadegh Veranstaltungen) zahlt. Dieses Buch wurde von Abdolreza Hoshang Mahdavi, Hoshang Moqtader und Abdul Ali Bigdeli (einige der größten iranischen Politikwissenschaftler) gelobt und gefördert.